# Panzerzug XII.
Der Panzerzug XII. war ein Kaiserlich und königlicher Panzerzug aus der Zeit des Ersten Weltkrieges und wurde ab 1916 von der Armee eingesetzt.

## Geschichte
Der Panzerzug XII. war der letzte Panzerzug der k. u. k. Armee im Ersten Weltkrieg, der eine Nummer erhielt. 1916 wurde dieser bei dem XXV Armeekorps unter dem Kommando von Hauptmann Fritz Schober in Stryj gebaut. Im Jahr 1917 wurde die Nummer des Panzerzuges geändert, wodurch er dann als Panzerzug XI. geführt wurde.

## Technische Daten

### Lokomotive

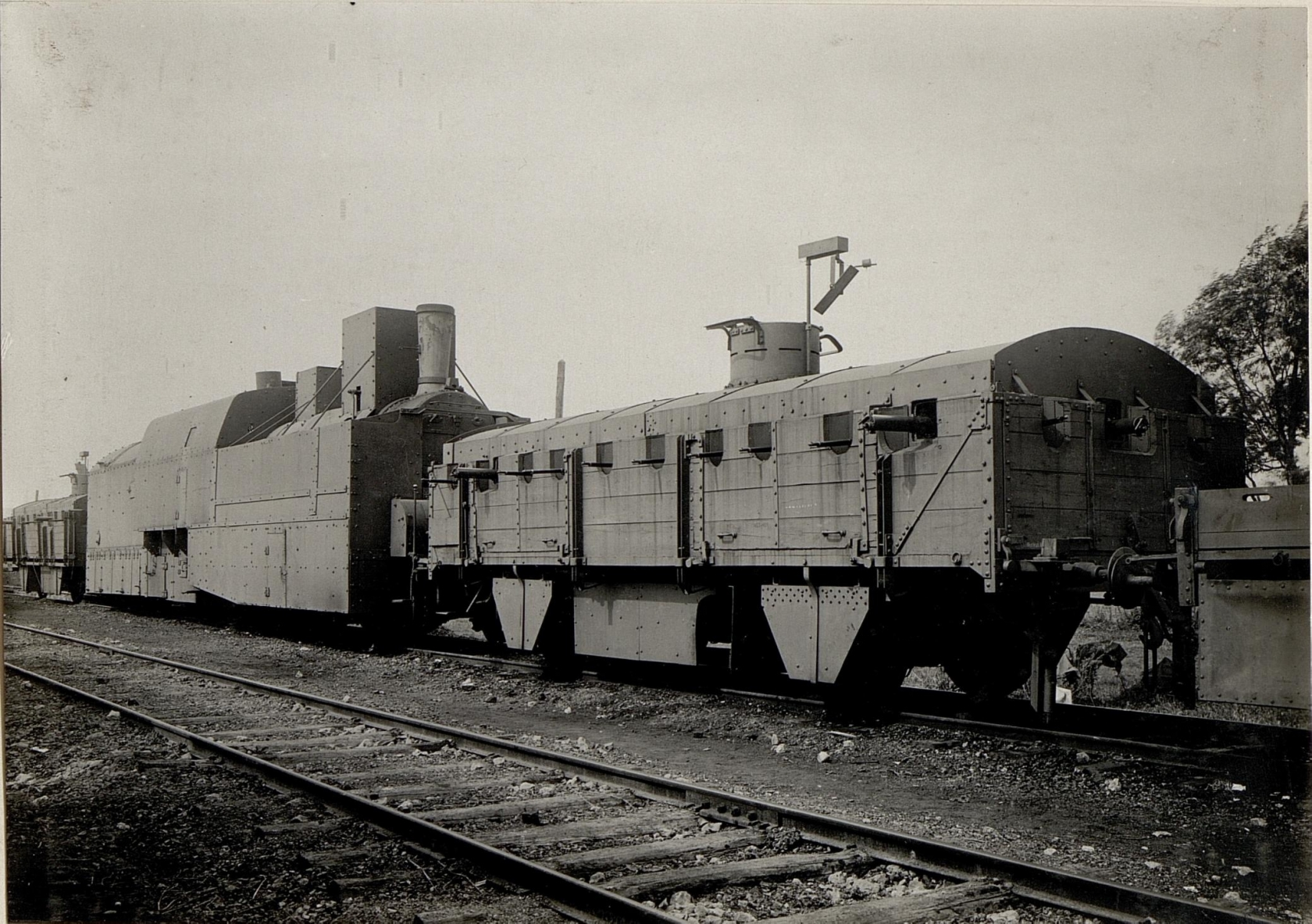
Gut zu erkennen, die gepanzerte Dampflokomotive

Der Panzerzug wurde durch eine Dampflokomotive der Baureihe kkStB 229 befördert. Die genaue Nummer der Dampflokomotive konnte nicht ermittelt werden. Sie befand sich in der Mitte des Zuges und war komplett gepanzert. Der zusätzlich mitgeführte Kohletender war ebenfalls komplett gepanzert.

### Maschinengewehrwagen

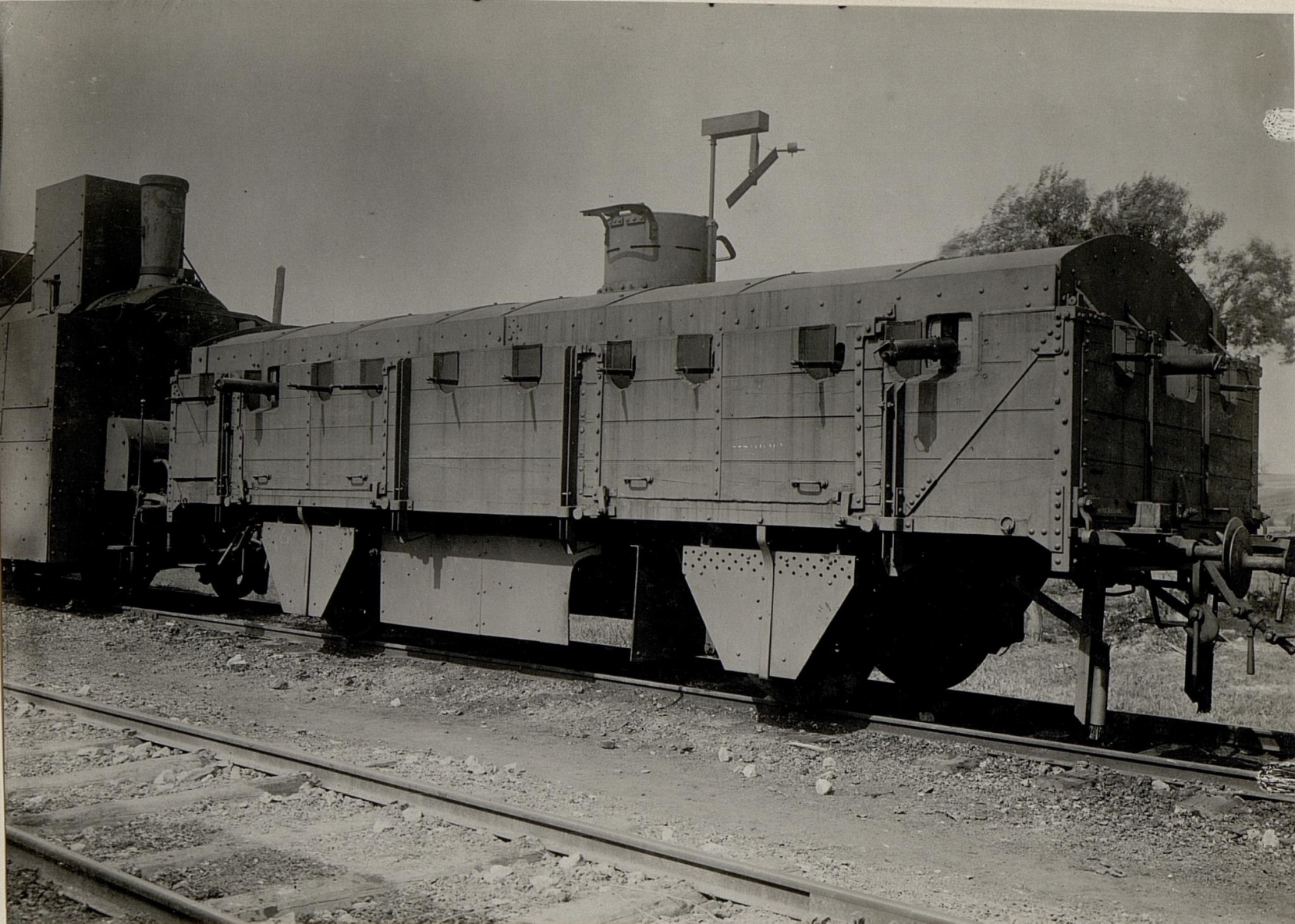
Einer der zwei Maschinengewehrwagen

Der Panzerzug XII. war mit zwei zweiachsigen Maschinengewehrwagen ausgerüstet. Dies waren ehemalige offene Güterwagen, welche Schießscharten für Gewehre und Maschinengewehre erhielten. Diese Schießscharten wurden in die obere Wand der Wagen geschnitten. In die Wagen wurden ein Kasten aus Stahl eingesetzt, welcher an den gleichen Stellen Schießscharten hatte und mit einem gewölbten Dach ausgestattet war. In der Mitte befand sich ein runder Beobachtungsturm mit einer doppeltürigen Luke nach oben. Direkt neben dem Beobachtungsturm war ein galgenähnliches Konstrukt aufgebaut. Dabei handelte es sich um eine optische Nachrichtenübermittlungseinrichtung, einem Semaphor.
Die Bewaffnung der Wagen bestand aus je fünf  M 07 Schwarzlose-Maschinengewehren und 18 Gewehren. Dabei konnten an einer Stirnseite je zwei Gewehre und ein Maschinengewehr, und an den Seiten je zwei Maschinengewehre und acht Gewehre zeitgleich eingesetzt werden.

## Einsatz
Wo und auf welche Weise der Panzerzug XII. eingesetzt wurde, ist nicht bekannt.